# Singolo (album)
Singolo è il terzo album che il cantante spagnolo Miguel Bosé pubblica in Italia, nel 1981. I due brani più popolari del disco, You can't stay the night e Ce la fai, vengono pubblicati anche in formato 45 giri, rispettivamente come Lato A e come Lato B (da notare che in Italia proprio il Lato B diventerà il brano di punta del singolo, anche grazie alle radio che lo preferirono all'altro).
L'album comprende dieci canzoni, per la maggior parte scritte da Bosé e dai musicisti della band (primo su tutti Valerio Negrini, ex Pooh) che con lui collaborarono alla realizzazione del disco e del relativo tour, presentando la tipica mescolanza di brani in inglese e brani in italiano (per la prima volta, numericamente equilibrate: cinque tracce in ciascuna lingua), pezzi lenti e pezzi più movimentati, caratteristica delle edizioni italiane dei primi album dell'artista iberico.
Oltre alle due tracce pubblicate sul singolo, il long-playing contiene altre canzoni all'epoca molto popolari, tra cui, tra i soli brani in italiano, la concitata Metropoli e le due ballate Ragazzo del mondo e Al di là (la versione spagnola di quest'ultima darà il titolo all'edizione iberica dell'album, intitolata appunto Más allá). I brani in inglese sono tutti pezzi abbastanza tirati, adatti ad essere ballati in discoteca, ma comunque sempre orientati verso un rock danzereccio e allo stesso tempo classicheggiante, senza troppe concessioni al pop sintetizzato che stava prendendo sempre più piede all'epoca. Musicalmente, è senza dubbio l'album più rock di Miguel, diametralmente opposto al disco di fine decennio, XXX, l'unico in cui il cantante si lascerà davvero prendere la mano dalle nuove tecnologie, di solito nulla di più che marginali nel suo percorso artistico. I testi segnalano una maturità in arrivo: alle canzoni d'amore e di disimpegnata allegria, si affiancano infatti anche brani di denuncia sociale e descrizioni di malessere, che aumenteranno inesorabilmente nel corso degli anni. Un grandissimo successo all'epoca della sua pubblicazione, Singolo (un titolo piuttosto curioso per un album!) sarà il primo dei 33 che Miguel Bosé metterà da parte dopo la svolta iniziata con il disco del 1984, Bandido, continuando invece a proporre brani dagli altri album durante i suoi concerti. Delle cinque tracce in italiano incluse sull'album del 1981, Ce la fai, Al di là e Metropoli, verranno riproposte l'anno successivo nella compilation Bravi ragazzi - I grandi successi di Miguel Bosé, contenente esclusivamente brani cantati in italiano.

## Tracce
1. Ce la fai 2:52 (Felisatti, Vaona, Bosé, Escolar, Negrini)
2. If it takes me all night 3:15 (Bliss)
3. Metropoli 3:50 (Felisatti, Vaona, Bosé, Negrini)
4. You can't stay the night 3:58 (Bugatti, Musker)
5. Ragazzo del mondo 4:50 (Aguilar, Negrini)
6. What do ya say 3:54 (Felisatti, Vaona, Bosé, Escolar, L. Hitchcock, R. Hitchcock)
7. Al di là 3:42 (Dreau, Bosé, Negrini)
8. Più sexy 3:25 (Marquez, De Castro, Dapena, Negrini)
9. If you break my heart 3:25 (Essex, Collier)
10. I'll keep holding on 3:45 (Ballard)

## Formazione/Musicisti/Staff/Produzione
- Miguel Bosé: voce, cori
- Danilo Vaona: produzione; arrangiamenti in A1, A3 & B1; cori; pianoforte; tastiera extra
- Graham Preskett: arrangiamenti; pianoforte; tastiera extra
- Barry Morgan: batteria
- Alan Jones: basso
- Ricky Hitchcock: chitarra
- Alan Parker: chitarra
- Nigel Jenkins: chitarra
- Trevor Bastow: tastiera
- Hans Zimmer: sintetizzatore Moog e Prophet
- Barry Morgan: percussioni
- Frank Riccotti: percussioni
- Ron Asprey: sassofono
- Clive Anstee: clavicembalo
- Tony Burrows: cori
- Simon Bell: cori
- Martin Jay: cori
- "Huevo" Cuervo: cori
- Enzo Giuffré: cori
- Gian Pietro Felisatti: cori
- Brad Davis: tecnico del suono per registrazioni e missaggio
- Liz Biddiscombe: assistente tecnico del suono
- Jill Burrows: contract woman

## Classifiche
| Classifica (1981) | Posizione massima |
| ----------------- | ----------------- |
| Italia            | 3                 |